# Cratere Takel
Takel  è un cratere sulla superficie di Cerere.